# Dextrocardia

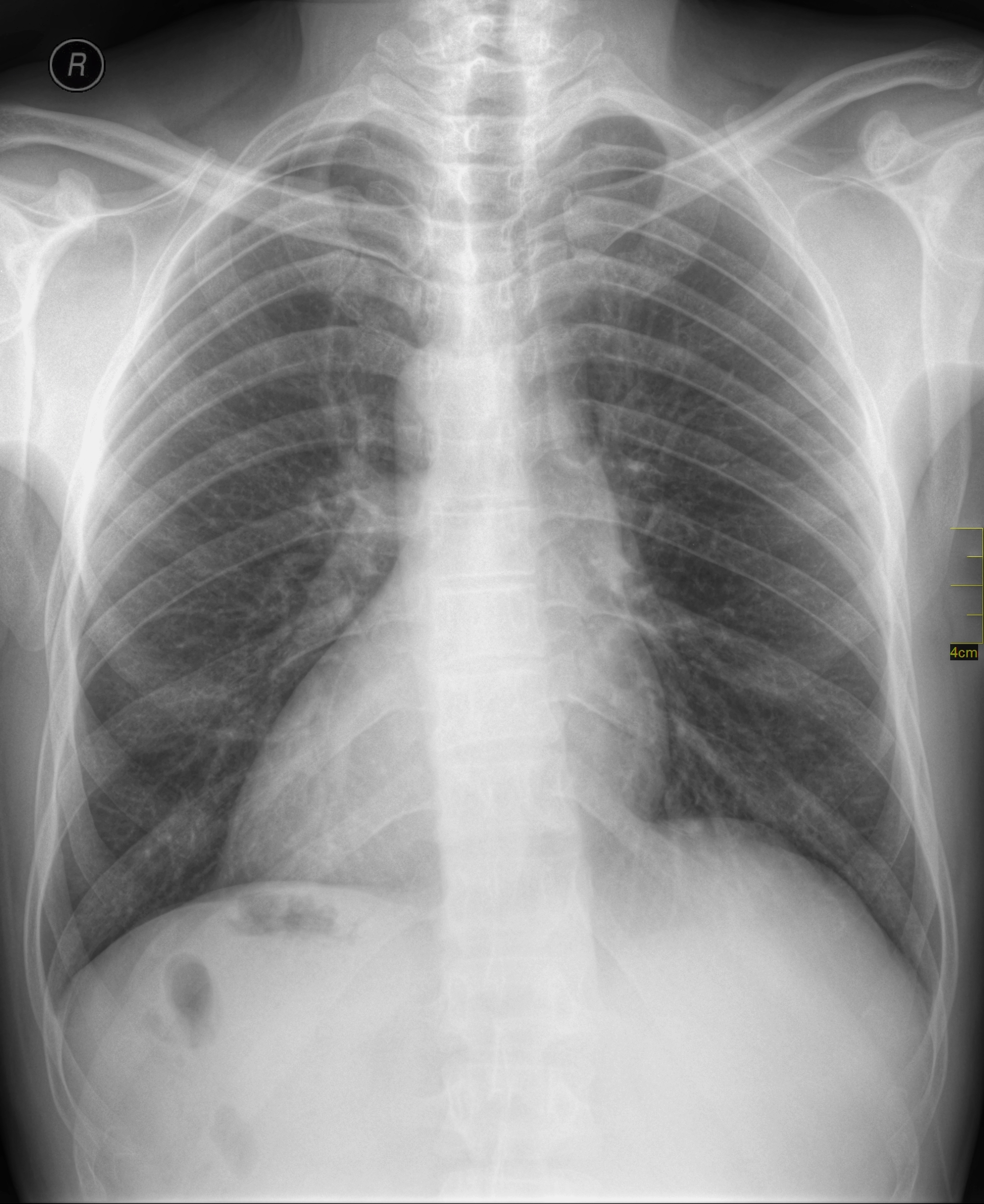
Röntgenbild som visar dextrocardia situs inversus.

Dextrocardia, av grekiskans δεξιός, "höger", och καρδιά, "hjärta", innebär att människas hjärta sitter på den högra sidan av bröstet. Dextrocardia inträffar för ungefär 1 på 12 000 personer. 
I en variant är hjärtat placerat mer mitt i bröstkorgen än vad som är normalt. Det är oftast förknippat med allvarliga defekter i hjärtat och därmed avvikelser inklusive hypoplastiskt vänsterkammarsyndrom. 
Varianten dextrocardia situs inversus innebär att hjärtat är en spegelbild som ligger på den högra sidan av bröstkorgen. Om alla inre organ speglas är den korrekta termen dextrocardia situs inversus totalis. Även de personer med dextrocardia situs inversus som inte har några medicinska problem med sjukdomen, kan ha sjukdomar i tarm, matstrupe, luftrören och andra kardiovaskulära sjukdomar. Vissa hjärt- och lungsjukdomar relaterade till dextrocardia kan vara livshotande om de inte behandlas.